# 11. источнославонски корпус
11. источнославонски корпус је био корпус у саставу Српске војске Крајине. Формирање овог корпуса је извршено 27. новембра 1992. од Зонског штаба Територијалне одбране Источне Славоније, Западног Срема и Барање. Сједиште корпуса било је у Боровом Селу, а број војне поште био је 9189. Формирањем овог корпуса престали су да постоје општински штабови ТО у Вуковару, Белом манастиру, Тењи, Мирковцима и Даљу.
Зона одговорности корпуса протезала се од села Липовац (на аутопуту Загреб – Београд) потом линијски источно од Винковаца према сјеверу источно од Осијека те потом ријеком Дравом до границе са Републиком Мађарском. Корпус је надзирао дио државне границе са Републиком Мађарском од Драве до Дунава. На истоку је граница оперативног подручја корпуса била граница Хрватске и Србије на Дунаву те дио границе од Илока до Липовца на југу.
Први командант корпуса био је пуковник Богдан Сладојевић, а послије њега корпусом је командовао генерал-мајор Душан Лончар.
Током операције "Олуја" борбена дејстава Хрватске војске нису обухватала подручја које је контролисао 11. корпус, односно простор Источне Славоније и Барање. По ратном плану овај корпус је требао напредовати према Осијеку и Винковцима у садејству са оклопним јединицама Војске Југославије. Како није било политичке воље за остварење тог плана, 11. корпус је остао статичан током операције "Олуја". Мање акције, покренуте на нижим нивоима командовања, су преузете на правцима Церић – Нуштар и Јанковци – Хенриковац, али су услијед лоше организације претрпеле неуспјех. Сем овога по линијама раздвајања повремено је дејствовала и артиљерија 11. корпуса. Једанаести корпус се у наредном периоду ослањао на снаге 12. корпуса Војске Југославије. Политичким активностима договорена је мирна реинтеграција ових подручја. Техника 11. корпуса је повучена у тадашњу СР Југославију током маја и јуна 1996. Углавном су то били застарели тенкови Т-34, као и самоходна оруђа М-36 и М-18, који су упућени у Сомборски гарнизон ради примопредаје.

## Организација корпуса
- Штаб корпуса

Начелник штаба корпуса, уједно замјеник команданта : пуковник Божидар Кошутић, пуковник Милојко Радаковић, пуковник Стојан Шпановић и пуковник Слободан Антонић
1. Одјел за оперативно-наставне послове Помоћник начелник штаба за оперативно-наставне послове: пуковник Душан Лончар, пуковник Милутин Дакић и пуковник Милојко Радаковић
2. Одјел за персоналне послове и попуну Помоћник начелника штаба за персоналне послове и попуну: потпуковник Милутин Дакић, пуковник Станко Ћук, пуковник Петар Сужњевић и мајор Предраг Јуришић
3. Одјел за мобилизацијске послове Помоћник начелника штаба за мобилизацијске послове: мајор Радован Лабус
4. Одјел за обавјештајне послове Помоћник начелника штаба за обавјештајне послове: пуковник Милош Дејановић и мајор Зоран Врањешевић
5. Начелник артиљерије: мајор Добривоје Остојић и пуковник Радослав Банчевић
6. Начелник артиљерије ПВО: капетан I класе Миленко Ристић и мајор Милан Мандић, потпуковник Бошко Продановић
7. Начелник оклопно-механизованих јединица: мајор Младен Божић
8. Начелник инжињерије: мајор Мирослав Вишић
9. Начелник везе:пуковник Шпиро Ненадић

- Орган за безбједносне послове, уједно помоћник команданта: пуковник Душан Граховац, пуковник Радомир Јанковић и мајор Марко Крагуљац
- Орган за морал, вјерске и правне послове, уједно помоћник команданта: пуковник Милојко Радаковић, потпуковник Бранислав Лакетић, потпуковник др Војислав Стојковић, потпуковник Дамјан Ковачевић и потпуковник Бранко Кучековић
- Помоћник команданта за позадину: пуковник Ђуро Кљајић,пуковник Душан Грозданић, пуковник Милојко Радаковић и пуковник Славко Вукша

1. Референт за оперативно-позадинске (логистичке) послове: потпуковник Драгић Михаљевић
2. Начелник техничке службе: мајор Никола Срдић
3. Начелник интендантске службе: потпуковник Милош Дмитрашиновић и потпуковник Рајко Јанковић
4. Начелник саобраћајне (прометне) службе: потпуковник Никола Зорић и потпуковник Здравко Радишић
5. Начелник санитетске службе: мајор Ђоко Миловановић
6. Начелник финанцијске службе: потпуковник Бошко Коркутовић, мајор Славко Вукша,мајор Марко Филиповић и мајор Дарко Пилиповић
7. Начелник грађевинске службе: потпуковник Илија Шпановић
8. Начелник информатичке службе: капетан Никола Узелац и капетан I класе Петар Медић

- Помоћник команданта за РВ и ПВО: капетан Драган Болић и пуковник Никола Крошњар
- Помоћник команданта за цивилне послове: пуковник Коста Новаковић
- Команда стана: водник I класе Гордан Крајић, водник I класе Милош Царевић

Јединице при команди корпуса:
- 11. инжињеријски батаљон, командант: мајор Владимир Косијер.
- 11. батаљон војне полиције, командиr: капетан Дамир Крајиновић.
- чета везе, командир: капетан Зоран Гајић.
- Извиђачка чета и
- вод АБХО

## Јединице
- 1. лака (барањска) дивизија (ВП 9192, Бели Манастир)

Састав 1. лаке (барањске) дивизије:
1. Команда дивизије: Командант дивизије: пуковник Стојан Младеновић; Замјеник команданта дивизије: пуковник Рајко Новаковић; Начелник штаба дивизије: пуковник Благоје Радојчић;
2. 37. пјешадијска барањска бригада (ВП 9201, Дарда); Командант бригаде: потпуковник Јован Ресановић; Начелник штаба бригаде: мајор Драшко Кукавица; Бројно стање: 628;
3. 39. пјешадијска барањска бригада (ВП 9202, Бели Манастир); Командант бригаде: потпуковник Томислав Плавшић, мајор Добривој Остојић; Начелник штаба бригаде: капетан I класе Никола Блажевић; Бројно стање: 629;
4. 60. пјешадијска барањска бригада (ВП 9216, Кнежеви Виногради); Командант бригаде: потпуковник Здравко Тољага; Начелник штаба бригаде: капетан I класе Михајло Тмусић; мајор Миле Станковић
5. Гранични батаљон (ВП 9203, Кнежево);
6. Хаубички артиљеријски дивизион 105 мм
7. Мјешовити противоклопни артиљеријски дивизион
8. Лаки артиљеријски дивизион ПВО
9. Оклопни батаљон
10. Извиђачка чета
11. Вод војне полиције; командир старији водник I класе Слободан Радмиловић
12. Чета везе
13. Инжињеријска чета
14. Вод АБХО
15. Позадинска чета

- 35. славонска бригада (ВП 9193, Даљ)

Формирана од људства и материјалних средстава бивше 35. бригаде ТО Даљ. Командант бригаде: потпуковник Милош Мирковић и потпуковник Стојан Пралица. Начелник штаба бригаде: мајор Мирослав Рудан.
- 40. пјешадијска бригада (ВП 9194, Вуковар). Формирана од људства и материјалних средстава бивше 40. бригаде ТО Вуковар. Командант бригаде: пуковник Станко Ћук, пуковник Милан Томић, пуковник Ђорђе Поповић и пуковник Милан Беко. Начелник штаба бригаде: мајор Мирко Арбутина, капетан Владимир Пуђа
- 43. пјешадијска бригада (ВП 9196, Тења). Формирана од људства и материјалних средстава бивше 43. бригаде ТО Тења. Укупно је у бригади било 786 војника. Командант бригаде: пуковник Љубомир Вељковић и потпуковник Чедомир Штрбац. Начелник штаба бригаде: мајор Момчило Вујаклија.
- 45. пјешадијска бригада (ВП 9197, Јанковци). Формирана од људства и материјалних средстава бивше 45. бригаде ТО. Командант бригаде: потпуковник Војислав Чоловић и пуковник Миле Плавшић. Начелник штаба бригаде: мајор Миле Кличковић.
- 55. пјешадијска бригада (ВП 9205, Илок). Командант бригаде: пуковник Душан Лончар и потпуковник Мирослав Николић. Начелник штаба бригаде: капетан I класе Миле Станковић и мајор Миленко Ускоковић.
- 65. пјешадијска бригада (ВП 9217, Борово Село). Бригада је постојала јако кратко те јединице којој су јој требале бити потчињене никад нису формиране. Командант бригаде: потпуковник Јован Јурић.
- 11. мјешовита артиљеријски пук (ВП 9206, Клиса); Командант пука: капетан I класе Владимир Пуђа и капетан I класе Михајло Тмусић.
- 11. мјешовити протуоклопни артиљеријски дивизион
- 11. лаки артиљеријски дивизион ПВО (ВП 9221, Вуковар)
- 11. батаљон за интервенције (ВП 9198, Борово Село). Командант батаљона: потпуковник Драган Месаровић и капетан I класе Драган Болић.
- 11. оклопни батаљон/11. оклопни пук (ВП 9210, Вуковар)
- 11. авијацијско одјељење Борово. Командир одјељења: потпуковник Здравко Петровић.
- 11. дунавски одред Ратне морнарице СВК: 1. патролни ријечни чамац командир водник Деан Иличић; 2. патролни ријечни чамац командир водник Слободан Гагић; 1. борбени десантни чамац командир водник Живко Ковачевић. Укупно је у одреду било 44 војника. Командант одреда: поручник фрегате Богдан Капелац и поручник ратног брода Младен Мандић
- 89. Позадинска база (ВП 9199, Вуковар). Командант позадинске базе: потпуковник Раде Карановић.
- 101. наставни батаљон Ердут
- Осигурање објекта Ђелетовци. Командир осигурања: капетан I класе Слободан Медић